# René Adolphe Schwaller de Lubicz
René Adolphe Schwaller de Lubicz (Strasbourg, 30 dicembre 1887 – Grasse, 7 dicembre 1961) è stato un alchimista, esoterista ed egittologo francese.

## Biografia

### Infanzia, adolescenza e studi
René Adolphe Schwaller era figlio di un farmacista di origine svizzera tedesca, Joseph Adolphe Schwaller, residente a Strasburgo in Alsazia (che dal 1871 era divenuta tedesca), e di Marie Bernard, di nazionalità francese. Nel 1904, finiti gli studi al Liceo di Strasburgo, per evitare il servizio militare tedesco fugge in Francia e va ad abitare dalla sorella di sua madre ad Asnières, un sobborgo di Parigi. Qui ottiene dei documenti francesi che danno Asnières come suo luogo di nascita (altre fonti danno Strasburgo, dove è quasi sicuramente nato) e si laurea in ingegneria chimica all'École normale supérieure di Parigi.

### Parigi, la guerra, l'esoterismo e l'alchimia
Tra il 1908 e il 1911 frequenta lo studio-accademia di Matisse ove conosce quella che nel 1910 diventerà la sua prima moglie, Marie Marthe Essig, che gli darà un figlio, Guy. Si installano in provincia, a Saint-Rémy-Les Chevreuses, nella Villa Hiéra.
Tra il 1913 e il 1916 aderisce alla Società Teosofica, per la quale terrà diverse conferenze e collaborerà con sedici articoli al giornale Le Théosophe, diretto da Gaston Revel (1880-1939), che diventerà poi organo del "Centre Apostolique" col titolo di L'Affranchi.
Al momento dell'entrata in guerra della Francia nel 1914 è dapprima arruolato come portaferiti e in seguito, su raccomandazione paterna e di alcuni eminenti teosofi, nel servizio chimico dell'esercito a Sarcelles.
A partire dal 1917 Schwaller subisce l'influenza di Assan Farid Dina (1871-1928), un indo-pachistano nipote del maharaja di Lahore, ingegnere, astronomo, assiriologo, autore di opere filosofico-esoteriche firmate con l'acronimo AMA ("Aor Mahomet Alia", il suo nome iniziatico). Con questo nome Schwaller firmerà uno scritto destinato ai soli "Veilleurs", intitolato Necessité.
Il 10 gennaio del 1919 l'amico poeta lituano Oscar Vladislas de Lubicz Milosz lo "adotta" con un'"investitura cavalleresca", trasmettendogli l'anello a sigillo con lo stemma del clan Lubicz, e il diritto di portarlo con la variante "Bozawola" (Volontà di Dio). In seguito a questa "adozione" Schwaller pubblicherà i suoi scritti col nome di Schwaller de Lubicz. Il 4 ottobre 1927 Schwaller, che ha ormai preso il nome mistico di "Aor", sposerà in seconde nozze una sua discepola, Jeanne Lamy (nata Marie Charlotte Jeanne Germain, vedova dell'amico Georges Lamy, morto accidentalmente nel 1926), in seguito autrice anche lei, col nome mistico di "Isha", di diversi libri. Ancora oggi è conosciuta con il nome di Isha Schwaller de Lubicz.
Nel febbraio del 1919, al numero 5 bis della rue Schoelcher, nel XIV arrondissement di Parigi, in un appartamento di Georges Lamy, cominciarono ufficialmente le attività del gruppo iniziatico "Les Veilleurs" (I Veglianti),.
Schwaller  diede a questa piccola comunità di occultisti a lui fedeli un duplice ordinamento: all'esterno si presentava col nome di Affranchi, con la propaganda di teorie blavatskyane; e l'adesione dei veri e propri Veglianti non era vincolata alle attività che colà vi si svolgevano, come semplice 'Centro Apostolico'; più riservato, esisteva tuttavia, in questi vari ambiti sottoposti all'autorità di Schwaller, anche un Gruppo Mistico Tala, che doveva preparare i suoi aderenti alla cognizione di ulteriori dottrine occulte professate dai Veglianti stessi. Poiché il gruppo mistico Tala era una vera e propria società segreta, della natura delle attività ivi svoltesi non ne sappiamo alcunché.
Fra le sue molteplici attività, il gruppo esterno dei "Veilleurs" (di cui faranno parte, tra gli altri, il poeta Henri de Régnier, lo scrittore Pierre Loti, il pittore Fernand Léger, il compositore Vincent d'Indy, l'astronomo Camille Flammarion e l'ellenista Mario Meunier) salva dalla demolizione la casa di Balzac al Bois de Boulogne (inaugurata l'11 ottobre 1920 come sede del gruppo), possiede inoltre una scuola, un asilo nido, un centro agricolo, un insieme di studi artistici e di laboratori artigianali di ceramica, vetrate artistiche, arazzi e un centro di solidarietà sociale. Il circolo interno è d'impostazione esoterica, e prende il nome di Frères de l'Ordre Mystique de la Résurrection o Frères d'Elie. È composto di 12 membri, che prendono un nome mistico e portano una veste rituale di diverso colore, a seconda del loro segno zodiacale. Oltre a Milosz, che ne è il Gran Maestro (col nome iniziatico di "Pierre d'Elie"), ne fanno parte tra gli altri Schwaller ("Sophia Sephiroth d'Elie"), Gaston Revel ("Paul d'Elie") e Carlos Larronde ("Jacques d'Elie"). La profonda amicizia tra Milosz e Schwaller si incrinerà, per via dell'indirizzo impresso da Schwaller ai Veilleurs; quando, poco prima della sua scomparsa, Milosz si converte al cattolicesimo, i rapporti tra lui e Schwaller erano cessati già da circa due settenni.
A partire dal 1924 a St. Moritz, in Svizzera, Schwaller dà vita alla "Stazione Scientifica Suhalia", una piccola comunità consacrata alla ricerca scientifica e spirituale e al lavoro artigianale, ove svolgerà tra l'altro ricerche alchemiche. È in questo laboratorio che Schwaller riuscì ad ottenere i colori blu e rosso delle vetrate della cattedrale di Chartres senza ricorrere a procedimenti chimici. Mise pure a punto un motore funzionante con carburanti diversi, un nuovo modello di elica e il modello di un battello interamente basato sul numero d'oro, che avrebbe potuto resistere alle più forti tempeste. Ai lavori di Suhalia parteciparono, tra gli altri, anche gli artisti Hans Arp e Mirò.
A Suhalia, nel 1926-27 Schwaller inventò un gioco con i Tarocchi egiziani composto da 25 carte (in origine in bianco e nero): in parte ispirate a pitture di divinità egizie; è stato detto, che diedero contribuirono alla realizzazione di questo "gioco della vita" il pittore e musicista italiano Elmiro Celli e Lucie Lamy, figlia di Isha; ma non è da escludere la partecipazione attiva della stessa Isha, nella progettazione, essendo un’appassionata egittologa, nonché studiosa di religioni comparate (ebraismo, cristianesimo, islamismo, induismo, buddhismo e taoismo).
Nel 1931 lascia la Svizzera e si trasferisce con sua moglie Isha a Plan-de-Grasse, nel sud della Francia, in una proprietà da lui chiamata Lou Mas de Coucagno, dove continuerà le sue operazioni alchemiche con Julien Champagne (1877-1932), illustratore e forse anche autore - con lo pseudonimo di Fulcanelli - di  Le mystère des cathédrales (1926) e di Les demeures philosophales (1931).
La coppia farà poi un soggiorno "meditativo" di circa due anni a Palma di Maiorca, in un vecchio monastero dove nel XIIIo secolo visse Raimondo Lullo, rinomato maestro di alchimia, apparentemente per studiarne i manoscritti, ma più probabilmente anche per delle ragioni di ordine politico.

### Il Mediterraneo, l'Egitto
La guerra civile spagnola contringe la coppia a lasciare Maiorca. Su di una goletta a due alberi acquistata ad Alessandria e battezzata "Aesios II" Schwaller imbarca la sua biblioteca e parte per una crociera nel Mediterraneo, che durerà due anni, 1938 e 1939. Fa scalo in Algeria e nel giugno del 1939 in Grecia (a Delfi, dove tiene una conferenza), per finalmente arrivare in Egitto, dove si trasferisce a Luxor e si stabilisce con sua moglie e la di lei figlia Lucie Lamy al "Luxor Hôtel" dove, con l'egittologo Alexandre Varille (1909-1951), l'architetto e archeologo Clément Robichon, l'egittologo belga di origine armena Arpag Mekhitarian (1911-2004) e Alexandre Stoppelaëre, conservatore dell'area archeologica della Valle dei Re, forma un gruppo di lavoro che sarà chiamato "Gruppo di Luxor". Al Cairo dà alle stampe le sue prime opere di egittologia. In seguito alla pubblicazione di Le temple dans l'homme (Il Cairo, 1949) si accende la Querelle des Egyptologues, un dibattito culturale che vede l'egittologia "ufficiale", rappresentata dal canonico ed egittologo Étienne Drioton (1889-1961) e da Gustave Lefebvre (1879-1957), membro dell'Institut, già conservatore del Museo del Cairo (dal 1919 al 1928), opporsi alle tesi "simboliste" di Schwaller de Lubicz et di Varille, difese, tra gli altri, dal filosofo Maurice de Gandillac (1906-2006) , che aveva conosciuto -o ritrovato- Schwaller a Luxor, nel 1950; e da Roland Barthes (1915-1980). La morte di Varille in un incidente automobilistico, il primo novembre 1951,  avvierà a por fine a questa diatriba, vuoi perché durante le sommosse del gennaio 1952 al Cairo quasi tutti i volumi di Schwaller de Lubicz pubblicati dalla Stamperia Schindler (Eastern Press) andranno distrutti.

### La morte
In seguito al colpo di Stato di Muhammad Naguib e di Nasser nel 1952, Schwaller de Lubicz lascia l'Egitto e ritorna a Plan-de-Grasse, dove muore nel dicembre 1961.

## Suo principale contributo all'egittologia
Schwaller de Lubicz evidenziò l'influenza del sacro nell'architettura egizia e pensò di aver riscoperto un sistema di pensiero simbolico elaborato nei secoli dal potente clero egizio.. " Schwaller de Lubicz osservò pure che la forte erosione della grande sfinge di Giza è dovuta all'azione dell'acqua e non a quella del vento e della sabbia. Se confermato, questo fatto rivoluzionerebbe, da solo, l'intera cronologia della storia della civiltà e implicherebbe una drastica rivalutazione del presupposto di progresso, il presupposto su cui si basa tutta la cultura moderna. Sarebbe difficile trovare un'altra questione così semplice e con implicazioni più gravi. L'erosione della Sfinge sta alla storia come la convertibilità della materia in energia sta alla fisica".
Quando non l'hanno criticato, gli egittologi accademici l'hanno generalmente ignorato, salvo Erik Hornung, che ha fatto notare che il suo studio del tempio di Luxor dà delle informazioni utili a chiunque voglia oggi studiare questo tempio.

## Opere
- Étude sur les Nombres, Parigi, 1917 (ried. 1991)
- Nécessité, Parigi, 1919, (ried. 1963)
- Adam, l'homme rouge, St. Moritz, 1926 (trad. it., Roma, 2006).
- Reedizione francese di Adam l'homme rouge, Edizione Slatkine, Ginevra 2014. Presentazione e note di Emmanuel Dufour Kowalski.
- La Doctrine, St. Moritz, 1927 (ristampa in facsimile 1988)
- L'Appel du feu, St. Moritz, 1927 (ristampa anastatica 2007)
- Le Livre des Vivants, St. Moritz, 1927 (ristampa anastatica recente s. d.)
- Prefazione a Dissertation sur une Stèle Pharaonique di Alexandre Varille, Il Cairo, 1946 (lettura della stele D. 52 del Musée d'Art et d'Histoire di Ginevra, ried. Ginevra, 2004)
- Le Temple dans l'homme, Il Cairo, 1949 (trad. it., Roma, 2003)
- Du Symbole et de la Symbolique, Il Cairo, 1951 (trad. it. Roma, 1997)
- Le Roi de la Théocratie Pharaonique, Parigi, 1956 (trad. it., Roma, 1994)
- Le Temple de l'homme, Apet Sud à Louqsor, Parigi, 1957 (ried. 1977, trad. it., Roma, 2000)
- Propos sur Esoterisme et Symbole, Parigi, 1960 (trad. it., Roma, 1997)

Sono usciti postumi:
- "De la Mathématique pharaonique", in: Chronique d'Egypte. Bulletin périodique de la Fondation Egyptologique reine Elisabeth, 1962, gennaio, Tomo XXXVII, No. 73, pp. 77–106.
- Le Miracle égyptien, Parigi, 1963 (trad. it., Roma, 1994)
- Les Temples de Karnak, Parigi, 1982 (trad. it., Roma, 2001)
- Verbe Nature, Parigi, 1988
- Lettres à un disciple, Parigi, 1990
- Notes et propos inédits, vol. 1, Parigi, 2005 (trad. it., Roma, 2009)
- Notes et propos inédits, vol. 2, Parigi, 2007

Nel 2006 è stata pubblicata una traduzione italiana di Adam, l'homme rouge (Adamo, l'uomo rosso), un libro inizialmente pubblicato a Parigi nel 1927 e che era stato poi ritirato dal commercio dallo stesso autore, a causa dell'interpretazione e dell'uso che ne erano stati fatti in certi ambienti. Nei cenacoli surrealisti, per esempio, l'opera passava di mano in mano ed era molto apprezzata: André Breton la studiava accanitamente e la considerava un contributo fondamentale alla filosofia del surrealismo.